# Ciasto drożdżowe
Ciasto drożdżowe – ciasto, w którym zastosowano biologiczne metody spulchniania, wykorzystując właściwości drożdży piekarniczych. W porównaniu do innych rodzajów ciast, podstawowe ciasto drożdżowe nie zawiera dużo cukru oraz tłuszczu. Jego podstawowymi składnikami są mąka, płyn, drożdże i sól.

## Mechanizm spulchniania
Drożdże użyte do wyrabiania ciasta drożdżowego, uczestnicząc w procesie fermentacji alkoholowej, zamieniają cukry zawarte w cieście na alkohol i dwutlenek węgla, który tworzy w cieście pęcherze gazu, powodując tzw. wyrastanie. Podczas wypieku gazy zawarte w cieście zwiększają swą objętość, część alkoholu też zamienia się w gaz.

## Wyrabianie
Ciasto drożdżowe powinno być bardzo elastyczne. Jego plastyczność umożliwia nawet kilkakrotne zwiększenie objętości w stosunku do objętości ciasta niepoddanej procesowi wyrastania. Tę plastyczność uzyskuje się podczas długiego wyrabiania ciasta, tj. mąki pszennej lub żytniej z płynem w postaci wody lub mleka. Dwa białka zawarte w mące, gliadyna i gluteina, podczas procesu wyrabiania tworzą gluten, który umożliwia wytworzenie plastycznej masy.

### Trzy metody
Ciasto drożdżowe można sporządzać wieloma metodami. Wśród nich można wyróżnić: metodę jedno-, dwu- i trójfazową.
- Metoda jednofazowa polega na równoczesnym połączeniu wszystkich składników ciasta drożdżowego i jego odstawieniu w celu wyrośnięcia.
- Metoda dwufazowa polega na podziale procesu sporządzania ciasta na dwa etapy: sporządzenie i wyrastanie rozczynu oraz wyrabianie ciasta.
- Metoda trójfazowa wprowadza do procesu sporządzania ciasta drożdżowego etap zaparzania mąki gorącym płynem. Tak zaparzona masa staje się podstawą do sporządzenia rozczynu.

## Zastosowanie

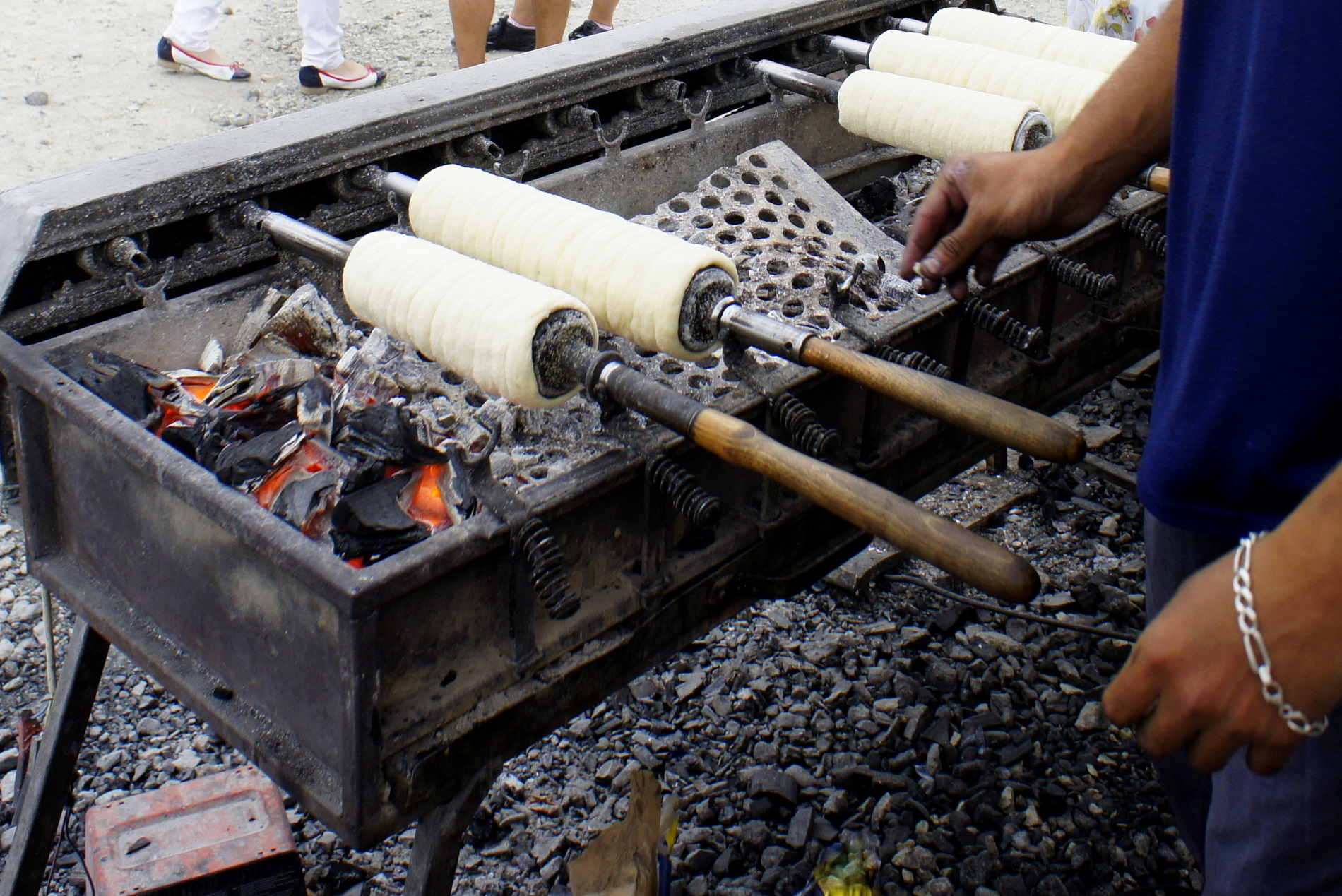
Opiekane na ruszcie (Bukowina, Rumunia)

Ciasto drożdżowe jest podstawą do wyrobu zarówno potraw słodkich, jak i wytrawnych, takich jak: baby drożdżowe (np. baba wielkanocna), ciasta i ciastka z owocami lub makiem (np. kołocz śląski, strucla z makiem), kulebiaki oraz paszteciki, słodkie bułeczki drożdżowe (np. buchty, drożdżówki), pyzy drożdżowe, pączki, racuchy, bliny, naleśniki. Spód do pizzy sporządzany jest z ciasta drożdżowego bez dodatku jaj.

## Wartości odżywcze
| Kalorie           | 294     |
| Białko            | 7,4g    |
| Tłuszcz           | 8,3g    |
| Węglowodany       | 47,8g   |
| Błonnik pokarmowy | 0,9g    |
| Sód               | 139mg   |
| Potas             | 132mg   |
| Wapń              | 36mg    |
| Fosfor            | 96mg    |
| Żelazo            | 1,1mg   |
| Magnez            | 16mg    |
| Witamina E        | 043mg   |
| Tiamina           | 0,083mg |
| Ryboflawina       | 0,162mg |
| Niacyna           | 0,65mg  |
| Witamina C        | 0,2mg   |